# Абалакина, Татьяна Васильевна
Татьяна Васильевна Абалакина (20 октября 1944, Москва, СССР) — советская и российская художник-постановщик.

## Биография
Родилась 20 октября 1944 года в Москве. Училась на курсах рисунка и живописи при институте имени В. И. Сурикова, параллельно с этим училась в художественной школе № 2 Краснопресненского района Москвы. В 1971 году поступила в ГПИ имени В. И. Ленина, которую она окончила в 1976 году. Будучи студенткой ГПИ, в 1969 году устроилась на работу на киностудию «Союзмультфильм», где сначала являлась ученицей прорисовщика, а затем и прорисовщицей. В 1973 году перешла на работу на киностудию «Мульттелефильм», где сначала работала ассистенткой художника, а с 1978 года художницей-постановщицей. Последний мультфильм, где она являлась художницей-постановщицей, был выпущен в 1994 году, после этого произошёл крах отечественной мультипликации и она до 1997 года занималась внутренней работой киностудии, а после краха киностудии с 1997 года занимается иллюстрацией детских книг.

## Фильмография

### Художник-постановщик
- 1978 — Дима отправляется в путь
- 1980 — Олимпиада-80. Конный спорт (выездка)
- 1980 — Трям! Здравствуйте!
- 1982 — Филипок
- 1983 — Фантазёр
- 1984 — Капля
- 1984 — Солдатская лампа
- 1985 — Открытое окно
- 1985 — Чужие окна
- 1986 — Тайна игрушек
- 1987 — Ленивое платье
- 1988 — Брак по расчёту
- 1989 — Счастливчик
- 1989 — Эстафета
- 1991 — Женская астрология, или Внеземное притяжение
- 1992 — Капитан Пронин — внук майора Пронина

### Ассистент
- 1975 — Кошки-мышки
- 1981 — Мама для мамонтёнка

### Художник
- 1974 — Приключения Мюнхаузена. Павлин
- 1976 — Лямзи-тыри-бонди, злой волшебник
- 1977 — Тебе — атакующий класс!
- 1981 — Телевизор кота Леопольда
- 1982 — День рождения Леопольда
- 1982 — Бюро находок
- 2004 — Щелкунчик